# WrestleWar
WrestleWar foi um evento pay-per-view de wrestling profissional realizado pela World Championship Wrestling. O primeiro evento aconteceu em maio de 1989, sendo produzido em primeiro momento pela National Wrestling Alliance.

## Edições
| #                              | Edição            | Data                    | Cidade                        | Arena                              | Evento principal | Ref.  |
| ------------------------------ | ----------------- | ----------------------- | ----------------------------- | ---------------------------------- | --- | ----- |
| 1                              | WrestleWar (1989) | 7 de maio de 1989       | Nashville, Tennessee          | Nashville Municipal Auditorium     | Eddie Gilbert e Rick Steiner (c) vs. The Varsity Club (Kevin Sullivan e Dan Spivey) pelo NWA United States Tag Team Championship.                                                          | [ 1 ] |
| 2                              | WrestleWar (1990) | 25 de fevereiro de 1990 | Greensboro, Carolina do Norte | Greensboro Coliseum                | Lex Luger (c) vs. Ric Flair pelo NWA World Heavyweight Championship. | [ 2 ] |
| 3                              | WrestleWar (1991) | 24 de fevereiro de 1991 | Phoenix, Arizona              | Arizona Veterans Memorial Coliseum | The Four Horsemen (Ric Flair, Barry Windham, Sid Vicious) e Larry Zbyszko vs. Sting, Brian Pillman e The Steiner Brothers (Rick e Scott) em um WarGames match.                             | [ 3 ] |
| 4                              | WrestleWar (1992) | 17 de março de 1992     | Jacksonville, Florida         | Jacksonville Memorial Coliseum     | Sting, Barry Windham, Dustin Rhodes, Ricky Steamboat e Nikita Koloff vs. The Dangerous Alliance (Steve Austin, Rick Rude, Arn Anderson, Bobby Eaton e Larry Zbyszko) em um WarGames match. | [ 4 ] |
| (c) - Campeão(s) antes da luta |                   |                         |                               |                                    | |       |

## 1989
WrestleWar (1989) foi um evento de wrestling profissional realizado pela National Wrestling Alliance, ocorreu no dia 7 de maio de 1989 no Nashville Municipal Auditorium na cidade de Nashville, Tennessee. Esta foi a primeira edição da cronologia do WrestleWar.
| #                              | Resultados | Estipulação | Duração |
| ------------------------------ | --- | --- | ------- |
| 1                              | The Great Muta (com Gary Hart) derrotou Doug Gilbert (com Eddie Gilbert) | Singles match                                                                                                  | 03:03   |
| 2                              | Butch Reed derrotou Ranger Ross | Singles match                                                                                                  | 06:59   |
| 3                              | Dick Murdoch derrotou Bob Orton, Jr. (com Gary Hart) | Bullrope match                                                                                                 | 04:54   |
| 4                              | Dynamic Dudes (Shane Douglas e Johnny Ace) derrotaram Samoan Swat Team (Samu e Fatu) (com Paul E. Dangerously)                                                                               | Tag Team match                                                                                                 | 11:02   |
| 5                              | Michael Hayes (com Hiro Matsuda) derrotou Lex Luger (c) | Singles match pelo NWA United States Heavyweight Championship                                                  | 16:06   |
| 6                              | Sting (c) derrotou Iron Sheik (com Rip Morgan) | Singles match pelo NWA World Television Championship                                                           | 02:12   |
| 7                              | Ric Flair derrotou Ricky Steamboat (c) | Singles match pelo NWA World Heavyweight Championship, com Terry Funk, Pat O'Connor e Lou Thesz como árbitros. | 31:37   |
| 8                              | Road Warriors (Hawk e Animal) (com Paul Ellering) derrotaram Varsity Club (Mike Rotunda e Steve Williams) (c) (com Kevin Sullivan) por desqualificação. Com o resultado o título ficou vago. | Tag Team match pelo NWA World Tag Team Championship, com Nikita Koloff como árbitro especial.                  | 06:06   |
| 9                              | Eddie Gilbert e Rick Steiner (c) (com Missy Hyatt) derrotram The Varsity Club (Kevin Sullivan e Dan Spivey)                                                                                  | Tag Team match pelo NWA United States Tag Team Championship                                                    | 06:41   |
| (c) - Campeão(s) antes da luta | | |         |

## 1990
WrestleWar (1990) foi um evento de wrestling profissional realizado pela National Wrestling Alliance, ocorreu no dia 25 de fevereiro de 1990 no Greensboro Coliseum na cidade de Greensboro, Carolina do Norte. Esta foi a segunda edição da cronologia do WrestleWar.
| #                              | Resultados | Estipulação                                                 | Duração |
| ------------------------------ | --- | ----------------------------------------------------------- | ------- |
| 1                              | Kevin Sullivan e Buzz Sawyer derrotaram The Dynamic Dudes (Shane Douglas e Johnny Ace)                                                   | Tag Team match                                              | 10:15   |
| 2                              | Norman the Lunatic derrotou Cactus Jack (com Kevin Sullivan)                                                                             | Singles match                                               | 09:33   |
| 3                              | The Rock 'n' Roll Express (Ricky Morton e Robert Gibson) derrotaram The Midnight Express (Bobby Eaton e Stan Lane) (com Jim Cornette)    | Tag Team match                                              | 19:31   |
| 4                              | The Road Warriors (Hawk e Animal) (com Paul Ellering) derrotaram The Skyscrapers (Mark Callous e The Masked Skyscraper) (com Teddy Long) | Chicago Street Fight                                        | 04:59   |
| 5                              | Brian Pillman e Tom Zenk (c) derrotaram The Freebirds (Jimmy Garvin e Michael Hayes)                                                     | Tag Team match pelo NWA United States Tag Team Championship | 24:32   |
| 6                              | The Steiner Brothers (Rick e Scott) (c) derrotaram Arn Anderson e Ole Anderson                                                           | Tag Team match pelo NWA World Tag Team Championship         | 16:05   |
| 7                              | Ric Flair (c) (com Woman) derrotou Lex Luger (com Sting) por contagem                                                                    | Singles match pelo NWA World Heavyweight Championship       | 38:08   |
| (c) - Campeão(s) antes da luta | |                                                             |         |

## 1991
WrestleWar (1991) foi um evento de wrestling profissional realizado pela World Championship Wrestling, ocorreu no dia 24 de fevereiro de 1991 no Arizona Veterans Memorial Coliseum na cidade de Phoenix, Arizona. Esta foi a terceira edição da cronologia do WrestleWar.
| #                              | Resultados | Estipulação                                                         | Duração |
| ------------------------------ | --- | ------------------------------------------------------------------- | ------- |
| Dark                           | Ultraman e Eddie Guerrero derrotaram Huichol e Rudy Boy Gonzalez                                                                                                   | Tag Team match                                                      | 07:39   |
| 1                              | The Junkyard Dog, Ricky Morton e Tommy Rich (c) derrotaram The State Patrol (Lt. James Earl Wright, Sgt. Buddy Lee Parker) e Big Cat                               | Six-Man Tag Team match pelo WCW World Six-Man Tag Team Championship | 09:54   |
| 2                              | Bobby Eaton derrotou Brad Armstrong | Singles match                                                       | 12:51   |
| 3                              | Itsuki Yamazaki e Mami Kitamura derrotaram Miki Handa e Miss A | Tag Team match                                                      | 06:47   |
| 4                              | Dustin Rhodes derrotou Buddy Landel | Singles match                                                       | 06:33   |
| 5                              | The Southern Boys (Tracy Smothers e Steve Armstrong) derrotaram The Royal Family (Rip Morgan e Jack Victory)                                                       | Tag Team match                                                      | 12:05   |
| 6                              | Terrence Taylor (com Alexandra York) derrotou Tom Zenk | No Disqualification match                                           | 10:59   |
| 7                              | Stan Hansen vs. Big Van Vader acabou em dupla desqualificação. | Singles match                                                       | 06:21   |
| 8                              | Lex Luger (c) derrotou Dan Spivey | Singles match pelo WCW United States Heavyweight Championship       | 12:52   |
| 9                              | The Freebirds (Jimmy Garvin e Michael Hayes) (com Diamond Dallas Page e Big Daddy Dink) derrotaram Doom (Butch Reed e Ron Simmons) (c) (com Teddy Long)            | Tag Team match pelo WCW World Tag Team Championship                 | 06:56   |
| 10                             | The Four Horsemen (Ric Flair, Barry Windham, Sid Vicious) e Larry Zbyszko (com Arn Anderson) derrotaram Sting, Brian Pillman e The Steiner Brothers (Rick e Scott) | WarGames match                                                      | 21:50   |
| (c) - Campeão(s) antes da luta | |                                                                     |         |

## 1992
WrestleWar (1992) foi um evento de wrestling profissional realizado pela World Championship Wrestling, ocorreu no dia 17 de maio de 1992 no Jacksonville Memorial Coliseum na cidade de Jacksonville, Florida. Esta foi a quarta e última edição da cronologia do WrestleWar.
| #                              | Resultados | Estipulação | Duração |
| ------------------------------ | --- | --- | ------- |
| 1                              | Diamond Dallas Page e Thomas Rich derrotaram Bob Cook e Firebreaker Chip. | Tag Team match | 08:05   |
| 2                              | The Freebirds (Jimmy Garvin e Michael Hayes) derrotaram Terry Taylor e Greg Valentine (c). | Tag Team match pelo WCW United States Tag Team Championship                                                              | 16:02   |
| 3                              | Johnny B. Badd derrotou Tracy Smothers. | Singles match | 07:03   |
| 4                              | Scotty Flamingo derrotou Marcus Bagwell. | Singles match | 07:11   |
| 5                              | Ron Simmons derrotou Mr. Hughes. | Singles match | 05:22   |
| 6                              | The Super Invader (com Harley Race) derrotou Todd Champion. | Singles match | 05:26   |
| 7                              | Big Josh derrotou Richard Morton. | Singles match | 07:33   |
| 8                              | The Steiner Brothers (Rick e Scott) (c) derrotaram Tatsumi Fujinami e Takayuki Iizuka. | Tag Team match pelo WCW World Tag Team Championship e para definir os desafiantes nº um pelo IWGP Tag Team Championship. | 18:15   |
| 9                              | Brian Pillman (c) derrotou Tom Zenk. | Singles match pelo WCW Light Heavyweight Championship                                                                    | 15:30   |
| 10                             | Sting, Barry Windham, Dustin Rhodes, Ricky Steamboat e Nikita Koloff derrotaram The Dangerous Alliance (Steve Austin, Rick Rude, Arn Anderson, Bobby Eaton e Larry Zbyszko) (com Paul E. Dangerously e Madusa) | WarGames match | 23:27   |
| (c) - Campeão(s) antes da luta | | |         |